# SEG T7 und T8
Die Triebwagen SEG T7 und T8 gehörten zu einer Serie der Deutschen Werke Kiel für die Spurweite 1000 mm und entstanden 1923.
Die Triebwagen entsprachen den Fahrzeugen, die umgangssprachlich als Spitzmäuse oder U-Boote bezeichnet wurden. Sie besaßen eine Balancierhebelkupplung.
Von diesen Triebwagen entstanden bei den DWK eine ganze Reihe schmalspuriger und normalspuriger Fahrzeuge. Ihre Bauartmerkmale waren:
- einmotorige Maschinenanlage
- Ganzstahlwagenkasten mit dreieckigen Wagenenden
- Drehgestellbauweise
- Dachkühlanlage

## Geschichte

### Süddeutsche Eisenbahn-Gesellschaft

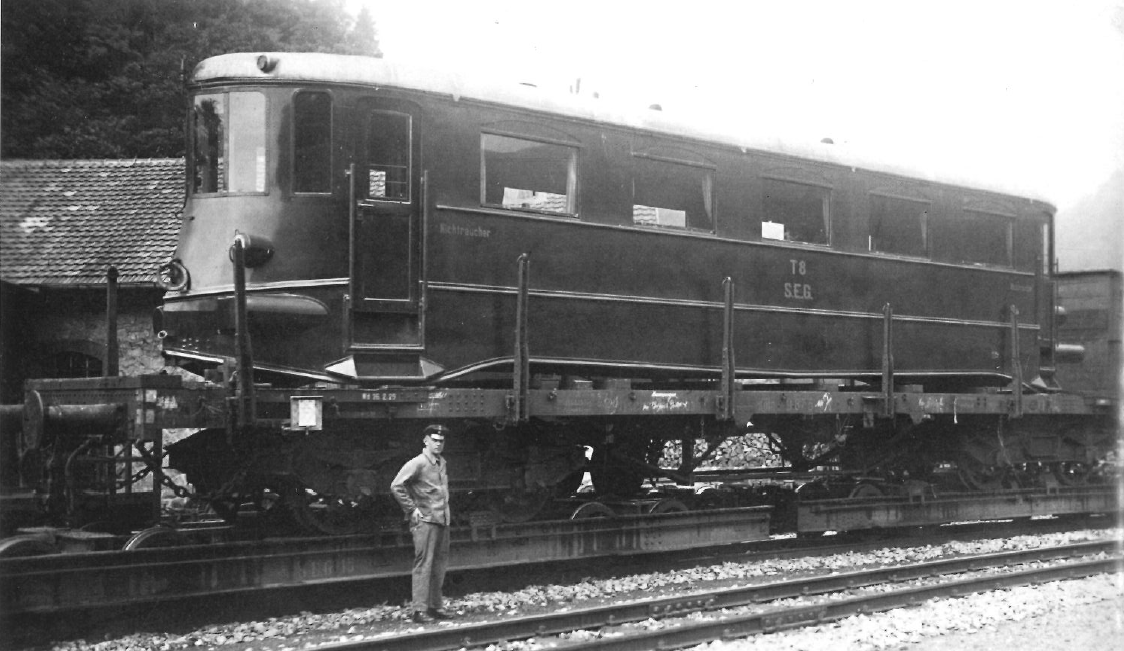
SEG T 8 auf einer historischen Aufnahme bei der Schmalspurbahn Zell-Todtnau

Der erste Besitzer der beiden Triebwagen soll die Verkehrsgesellschaft Finthen-Wackernheim gewesen sein. Der Einsatz der Fahrzeuge war geprägt durch Ersatzteilmangel; so musste ständig ein Triebwagen für den anderen als Ersatzteilspender abgestellt werden, weil Ersatzteile aus Kiel nicht vorhanden waren. Bevor sie 1928 in den Besitz der Süddeutschen Eisenbahn-Gesellschaft gingen, musste erst 1927 bei einem Triebwagen eine Steuerwelle und beim anderen eine Achse nach Bruch gewechselt werden. Sie wurden auf der Zell-Todtnauer Eisenbahn als SEG T7 und T8 eingesetzt. Mit ihnen wurde der Versuch unternommen, den Personenverkehr wirtschaftlicher zu gestalten und ihn vom Güterverkehr zu trennen. Ihr Einsatz währte nicht lange, denn hier kamen die Fahrzeuge mit den bestehenden Streckenverhältnissen nicht zurecht. Sie neigten zum Schleudern und zum Entgleisen. Als ein Triebwagen im Jahr 1928 zwischen Mambach und Atzenbach entgleiste, bedeutete das das Ende für die Fahrzeuge im Wiesental.  Der T8 wurde 1930 an einen Kunden in Lettland verkauft, zur gleichen Zeit wurde auch der andere Triebwagen veräußert.

### Mindener Kreisbahnen
Auf dem schmalspurigen Netz der Mindener Kreisbahnen kam der ehemalige SEG T7 als MKB T2 zum Einsatz. Dort wurde er mit einem Dieselmotor mit 110 PS Leistung ausgerüstet und ging 1934 wieder in den regulären Betrieb. Die Laufleistungen wurden in den 1930er Jahren mit monatlich 4000 Kilometer angegeben. Um 1938 bekam er eine Hauptuntersuchung, wobei er neue Radreifen erhielt und der Maschinentragrahmen verstärkt wurde, da er sich für den Dieselmotor als zu schwach erwiesen hatte.
Mit dem Kriegsbeginn verringerten sich die Laufleistungen spürbar, es wurden im Jahr etwa 15.000 Kilometer angegeben. 1943 enthalten die Geschäftsberichte gar keine Einträge mehr, der Triebwagenbetrieb war durch die Kraftstoffverknappung vollends zum Erliegen gekommen. Nach dem Zweiten Weltkrieg versah er noch einige Jahre Dienst, vorrangig zwischen Minden und Wegholm. Zum Ende der Meterspurzeit der Mindener Kreisbahn wurde der Triebwagen ausgemustert. Die Antriebsanlage wurde ausgebaut und ab 1956 wurde er als Beiwagen 565 bei der Kreisbahn Emden–Pewsum–Greetsiel eingesetzt. Dort fuhr er bis zur Betriebseinstellung und wurde 1963 verschrottet.

## Konstruktive Merkmale
Die Fahrzeuge entsprachen der DWK-Typenreihe IV Baujahr 1923 in der spitzen Form. Gegenüber den normalspurigen Fahrzeugen dieser Form bestanden bis auf die Balancierhebelkupplung und die fehlenden Puffer keine Änderungen.
Der Wagenkasten war aus Stahlblech geschweißt und vernietet. Das Gerippe bestand aus Stahlträgern, das Dach aus Aluminium. Im Inneren wurde ein isolierter Hohlraum mit Holz verkleidet. Bei großer Stabilität war das Gewicht des Wagens vergleichsweise niedrig. Der Wagen war mit der typischen Zuspitzung der Stirnwand ausgeführt, die ihm den Spitznamen gaben. Auf einem Foto des Fahrzeuges ist die Fensterform ohne Oberlicht zu sehen. Es ist nicht ersichtlich, ob es durch Bleche verdeckt oder gar nicht vorhanden war.
Die zweiachsigen Drehgestelle waren in Schweißbauart hergestellt. Der mit Schraubenfedern abgefederte Wagenkasten war auf die Drehgestelle aufgesetzt und konnte nach Lösen einiger Verbindungen leicht abgehoben werden. Die Achsen der Radsätze liefen in Kugellagern. In Achsgabeln wurden die Achsbuchsen geführt und stützten sich auf Schraubenfedern. Beim Befahren von Kurven verschoben sich die Radsätze axial, wodurch eine Erhöhung der Kurvenbeweglichkeit erreicht wurde. Mittels Rückstellfedern wurden sie in die Ausgangslage zurückgeführt.
Die Inneneinrichtung war in der sogenannten Holzklasse ausgeführt und in 2+1 Bestuhlung vis-à-vis ausgeführt. Pro Sitzabteil waren zwei Lüfter im Dach vorhanden. Die Inneneinrichtung vervollständigten Gepäckträger und Sonnenschutz. Das Fahrgastabteil war durch Trennwände von den Einstiegsräumen abgetrennt, in diesen hatte der Triebwagenführer seinen stehenden Arbeitsplatz. Beheizt wurde der Wagen ursprünglich durch das Kühlwasser des Motors.
Die Maschinenanlage bestand anfangs aus einem Benzolmotor von DWK und einem mechanischen Getriebe vom gleichen Hersteller. Der Motor hatte zwei Zündapparate mit Zündkerzen. Vierzylindermotoren hatten einen Vergaser, Sechszylindermotoren zwei. Gestartet wurde der Motor elektrisch, zur Sicherheit gab es noch eine Möglichkeit des Startens mit einer seitlichen Handkurbel. Die Kupplung wurde durch ein Pedal betätigt, das Getriebe hatte vier Gänge für Vorwärts- und Rückwärtsfahrt. Der Maschinenraum war nach unten geschlossen, sodass ein Verstauben sowie Verschmutzen vermieden wurde. Die gesamte Maschinenanlage ließ sich für Wartungsarbeiten nach unten abnehmen. Der Verbrauch an Kraftstoff war im Katalog mit 40 l /100 km Fahrstrecke angegeben.
Diese Maschinenanlage wurde bei den Mindener Kreisbahnen durch einen Dieselmotor mit einer Leistung von 110 PS ersetzt, wobei der Motortragrahmen verstärkt wurde.